# Trigonopterus chewbacca
Trigonopterus chewbacca es un coleóptero del género Trigonopterus. Fue descubierto en 2014 en Papúa Nueva Guinea junto a otras tres especies de escarabajos.  Debido a sus características morfológicas, con densas escamas en cabeza y patas, fue nombrado como el personaje Chewbacca de la saga Star Wars.